# Джамаль Хашоґджі
Джамаль Ахмад Хашоґджі (араб. جمال خاشقجي‎‎, [d͡ʒaˈmaːl xaːˈʃʊɡd͡ʒi], нар. 13 жовтня 1958, Медина, Саудівська Аравія, пом. 2 жовтня 2018, Стамбул, Туреччина) — журналіст, оглядач і письменник із Саудівської Аравії. Безслідно зник після відвідин посольства Саудівської Аравії в Стамбулі, згодом стало відомо, що журналіста було вбито на території посольства.

## Життєпис
Джамаль Хашоґджі — племінник саудівського бізнесмена Аднана Хашоґджі. 1982 року закінчив державний університет Індіани (США), після чого співпрацював із різними саудівськими виданнями, зокрема двічі був головним редактором впливової щоденної газети Аль-Ватан.

### Вигнання
Здобув славу як критик влади Саудівської Аравії, зокрема спадкового принца Мухаммеда ібн Салмана, що посідає пост віце-прем'єра та міністра оборони країни. Виступав із критикою переслідування активістів, а також зовнішньої політики країни щодо Ємену, Катару, Канади.
В грудні 2016 року Джамалю Хашоґджі було заборонено займатися журналістикою за відкриту критику Дональда Трампа. У вересні 2017 року він виїхав до США, де вів колонку у Washington Post. У ній він все більш відкрито виступав проти спадкового принца Мухаммеда ібн Салмана.

### Вбивство
2 жовтня 2018 року Джамаль Хашоґджі вирушив до консульства Саудівської Аравії в Стамбулі. Йому було потрібно отримати документ, необхідний для повторного шлюбу. Його нареченій Хатідже Дженґіз не дозволили зайти в приміщення. Вона чекала його до півночі, проте Джамаль так і не вийшов із консульства..
Турецька поліція заявила, що Хашоґджі «жорстоко катували, вбили, а його тіло розчленували» всередині консульства. Пізніше радник президента Ердогана Ясін Актай, представники поліції та міністр у справах ЄС Омер Челік заявили, що в операції з ліквідації Хашоґджі було задіяно 15 саудівських агентів.
Офіційна позиція саудівського уряду полягала в тому, що Хашоґджі швидко покинув приміщення консульства. Зокрема цю точку зору 5 жовтня 2018 року висловив принц Мухаммед ібн Салман у інтерв'ю Bloomberg, заявивши, що він «вийшов назад за кілька хвилин чи за годину».
В державному департаменті США та МЗС Туреччини висловили занепокоєння зникненням Хашоґджі, закликавши Саудівську Аравію до співпраці для встановлення його місця перебування. Президент Туреччини Реджеп Таїп Ердоган заявив про те, що взяв під особистий контроль справу про зникнення Хашоґджі, назвавши його своїм другом і борцем за свободу думки..
Інспекція консульства представниками Саудівської Аравії та Туреччини відбулася 15 жовтня. Представники Туреччини знайшли докази на підтримку версії того, що Хашоґджі було вбито. Після 18 днів заперечення влада Саудівської Аравії таки визнала, що він загинув на території посольства внаслідок рукопашної бійки. Було заарештовано 18 саудитів, включно з групою людей, яких було відправлено «протистояти йому».
На думку розвідувальних служб Туреччини, а також ЦРУ США замовником вбивства Джамаля Хашоґджі є наслідний принц Саудівської Аравії Мухаммед ібн Салман.
20 жовтня 2018 року влада Саудівської Аравії визнала смерть Хашоґджі, висловивши припущення, що він помер від задушення.

## Реакція, розслідування
26 лютого 2021 року США ввели санкції проти Саудівської Аравії за вбивство журналіста.